# Brädgång

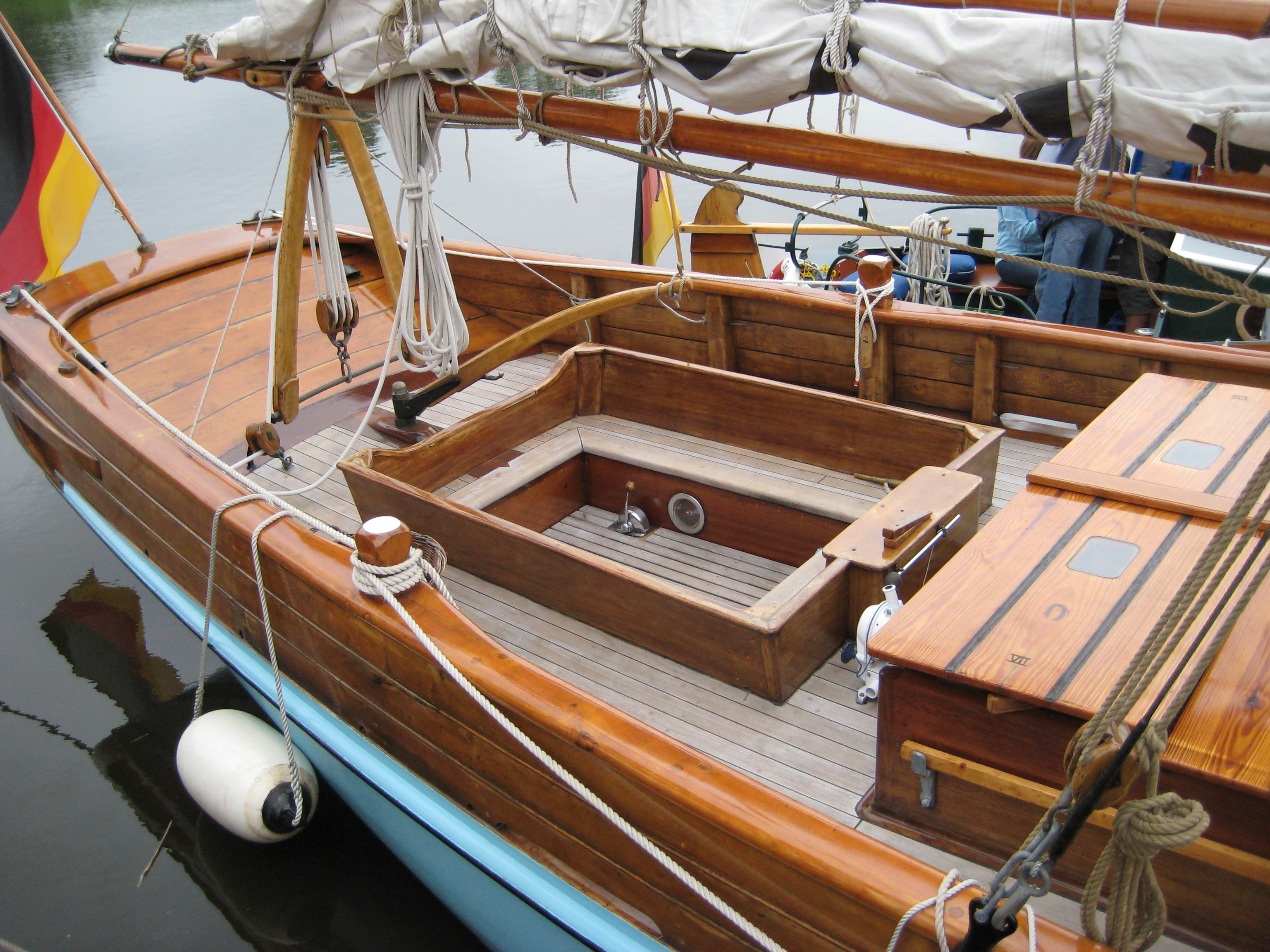
Brädgången är den vertikala delen ovan däck

Brädgång kallas den över däck befintliga delen av en båts eller fartygs sida. Brädgången består av följande delar:
- Brädgångstöttor av metall eller trä, som är en förlängning av spanten
- Relingen
- Brädgångens klädsel, som kan bestå av trä eller plåt.

I en brädgång finns spygatt för att leda bort överspolande sjö från däcket.
En låg brädgång kan vara kompletterad med mantåg för att ge ett utökat skydd för ombordvarande.

## Annan betydelse

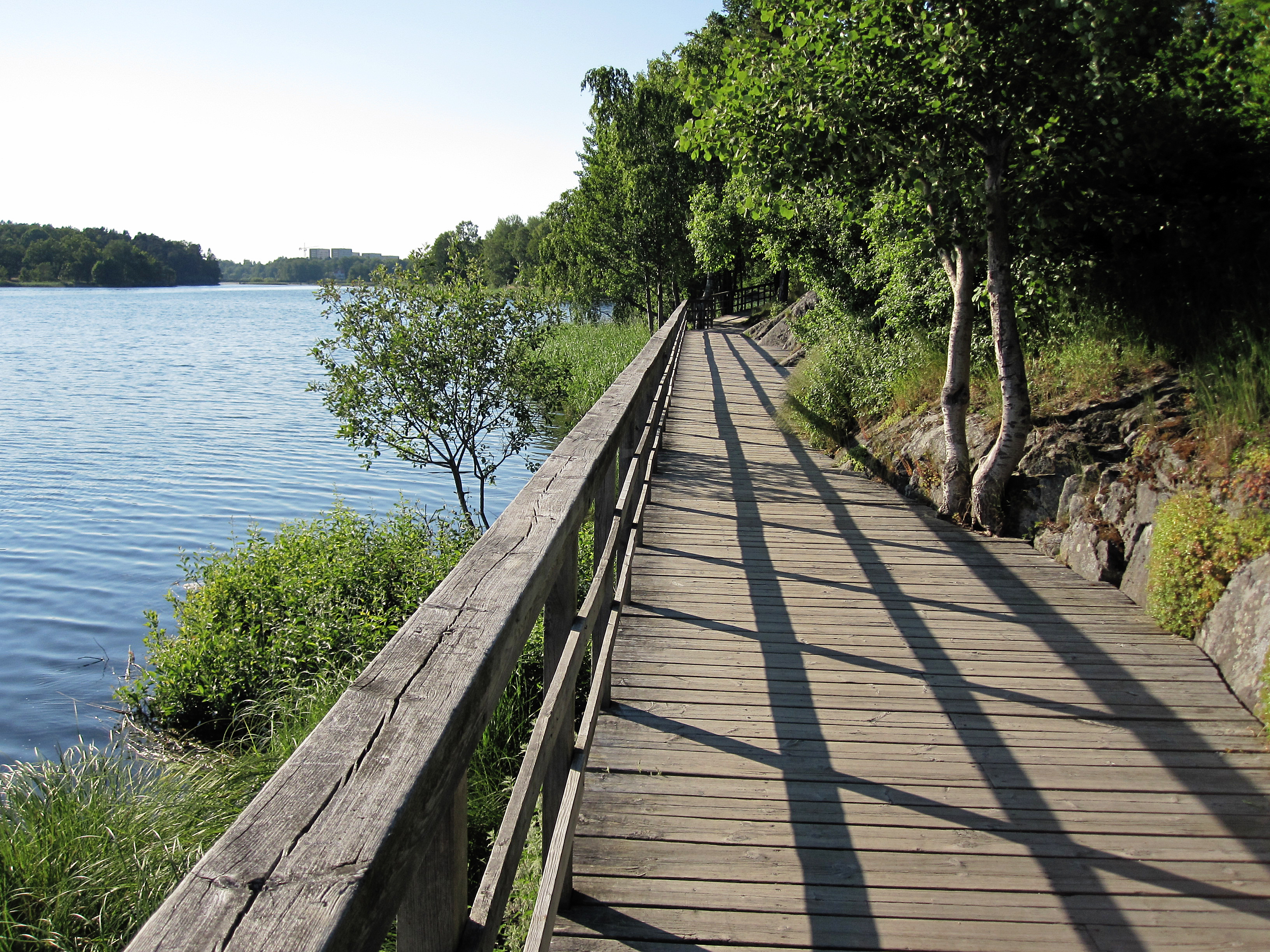
Brädgång i betydelsen trälagd gång på land.

Brädgång kan även syfta på de trälagda gångar på land – ofta nära vatten eller över sank mark – som på engelska benämns boardwalk.